# Nicolae Costin
Nicolae Costin (* 7. April 1936 in Peciste, im Rajon Rezina; † 16. Februar 1995 in Chișinău) war ein moldauischer Politiker und Bürgermeister der Stadt Chișinău, Hauptstadt der Republik Moldau.
Während der Sowjetzeit setzte er sich für die Emanzipation der rumänischen Bevölkerung ein. Nicolae Costins Amtszeit als Bürgermeister Chișinăus ging von 1990 bis 1994. Sein Nachfolger Serafim Urecheanu übernahm das Amt am 9. August 1994. Nicolae Costin war mit Iuliana Gorea Costin verheiratet.